# Радклифф-Браун, Альфред
Альфред Реджинальд Радклифф-Браун (или Рэдклифф-Браун; англ. Alfred Reginald Radcliffe-Brown; 17 января 1881, Бирмингем — 24 октября 1955, Лондон) — британский этнограф и социальный (культурный) антрополог, один из основоположников структурного функционализма и современной социально-культурной антропологии.

## Биография
Окончил Кембриджский университет. После окончания университета проводил полевые исследования: в 1906—1908 годах изучал культуру туземного населения Андаманских островов, в 1910—1912 годах — аборигенов, проживавших на территории Западной Австралии. Некоторое время работал министром образования Тонга. С 1920 года — в Южной Африке; преподавал в Кейптаунском университете. В 1925—1931 годах преподавал в Сиднейском университете, в 1931—1937 годах — в Чикагском университете.

## Научные взгляды
На научные взгляды Радклифф-Брауна оказали влияние французская социологическая школа (прежде всего, Эмиль Дюркгейм) и идеи позитивизма. По мнению Радклифф-Брауна, социальные отношения являются результатом удовлетворения потребностей человека. В отличие от Бронислава Малиновского, Радклифф-Браун полагал, что культура удовлетворяет базовые потребности не каждого человека в отдельности, а всего общества в целом. Также Радклифф-Браун придавал большое значение самому процессу формирования культуры и процессам взаимодействия.
Социально-культурную антропологию Радклифф-Браун считал высшей степенью обобщения теоретического материала, собранного этнографией. Он также считал необходимым использовать эмпирические методы исследования.

## Научные труды
монографии
- The Andaman Islanders 1922
- Social Organization of Australian Tribes, 1931
- Structure and Function in Primitive Society, 1952
- A Natural Science of Society, 1957

статьи
- On Joking Relationships // Africa: Journal of the International African Institute, Vol. 13, No. 3 (Jul., 1940), pp. 195—210;

### Переводы на русский язык
- Рэдклифф-Браун А. Р. Структура и функция в примитивном обществе. Очерки и лекции / Российская академия наук. Институт этнологии и антропологии имени Н. Н. Миклухо-Маклая; С предисл. Э. Э. Эванс-Причарда и Фрэда Эггана; Пер. с англ., комм. и указ. О. Ю. Артёмовой при участии Ю. А. Артёмовой, А. Г. Артёмова; Ст. А. А. Никишенкова. Отв. ред. В. А. Попов. — М.: Издательская фирма «Восточная литература» РАН, 2001. — 304 с. — (Этнографическая библиотека). — 2000 экз.
- Метод в социальной антропологии = Method in social anthropology. / [Пер. с англ. и заключ. ст. В. Николаева]; Ин-т социологии РАН [и др.]. — М. : Канон-Пресс-Ц : Кучково поле, 2001. — 414, [1] с. — ISBN 5-86090-043-0